# Lonchoptera guptai
Lonchoptera guptai är en tvåvingeart som beskrevs av Joseph och Parui 1981. Lonchoptera guptai ingår i släktet Lonchoptera och familjen spjutvingeflugor. Inga underarter finns listade i Catalogue of Life.